# Kenny Roberts senior

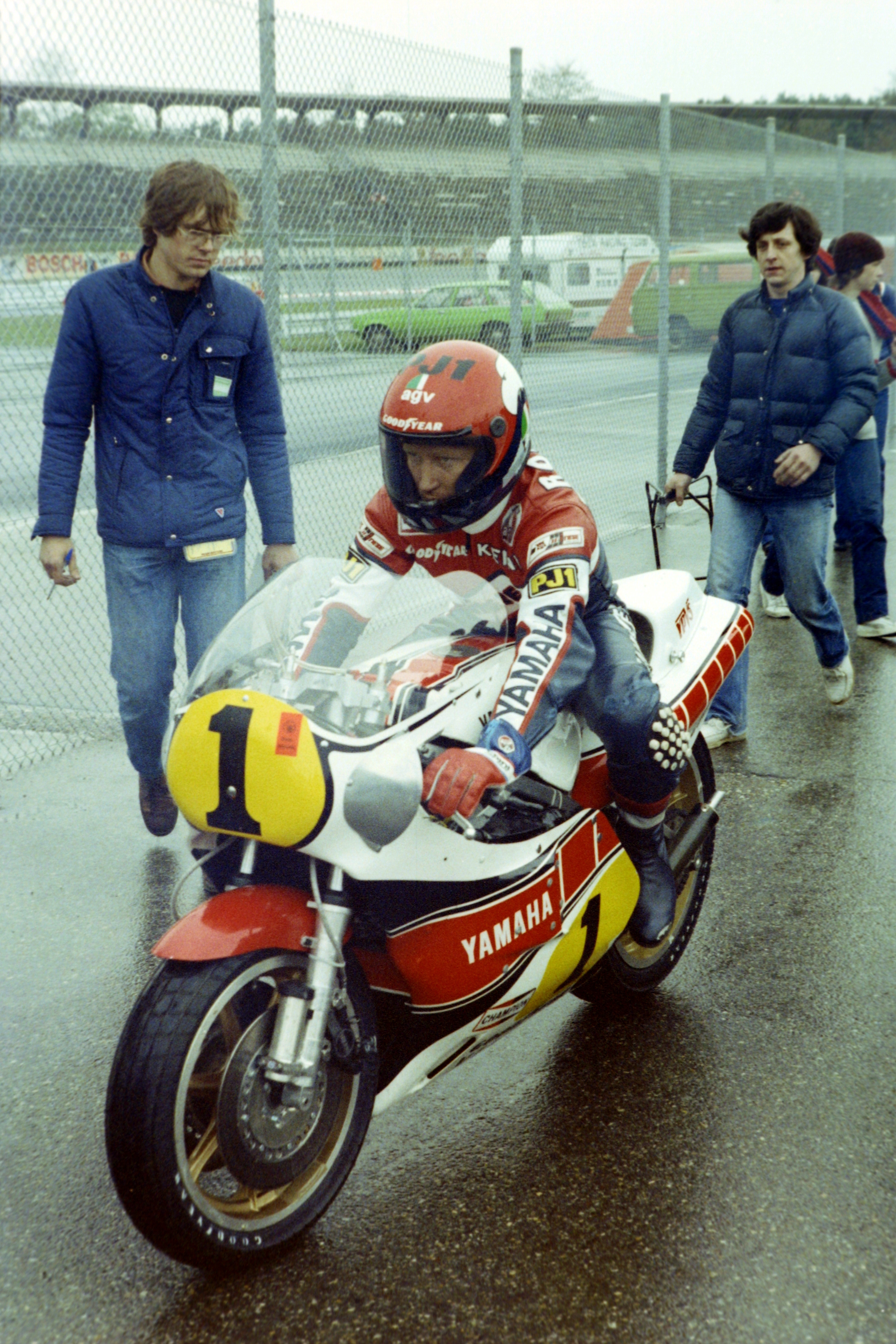
Kenny Roberts beim Großen Preis von Deutschland für Motorräder 1981 in Hockenheim

Kenneth Leroy „Kenny“ Roberts (sr.) (* 31. Dezember 1951 in Modesto (Kalifornien), USA) ist ein ehemaliger US-amerikanischer Motorradrennfahrer und Teambesitzer in der Motorrad-Weltmeisterschaft.
In den Jahren 1978, 1979 und 1980 gewann er die Weltmeisterschaft in der 500-cm³-Klasse der Motorrad-Weltmeisterschaft.

## Karriere
Kenny Roberts begann im Alter von zwölf Jahren mit dem Motorradfahren. Er beschloss, Rennen zu fahren und gewann sein erstes Rennen 1967 auf dem Lodi Cycling Bowl mit einer Hodaka.
In den Jahren 1973 und 1974 gewann Roberts die AMA Grand National Championship. 1974 war auch das Jahr des ersten Abstechers in die Motorrad-Weltmeisterschaft. Roberts startete bei der Dutch TT in Assen, Niederlande in der 250-cm³-Klasse und wurde dort auf Anhieb Dritter des Rennens.
In der Motorrad-Weltmeisterschaft 1978 begab er sich erneut, diesmal mit Werksunterstützung des japanischen Motorradherstellers Yamaha, auf die internationale Rennbühne in den Klassen bis 250³ und bis 500 cm³. Dabei verkündete er vorab, dass sein Ziel der Gewinn des Weltmeistertitels sei. Dies brachte ihm schnell den Spitznamen Großmaul Roberts ein.
Kenny Roberts brachte aus den USA seinen spektakulären Fahrstil mit, der entstanden war durch seine Starts in der AMA Grand National Championship, deren Rennen nicht nur auf Straßenkursen ausgetragen wurden, sondern auch auf Dirt-Track-Kursen, hartgewalzte Sandovale, und auf den sog. TT-Steeplechase, flache Sandbahnen mit Links- und Rechtskurven sowie Sprunghügeln, vergleichbar mit den erst viele Jahre später in Europa eingeführten Supermoto-Rennen. Dieser uneuropäische Fahrstil war später Markenzeichen fast aller US-amerikanischen Motorradrennfahrer, die nach Roberts Erfolgen vermehrt in den Motorrad-Grand-Prix-Sport einstiegen und auch für einige Jahre diesen Sport dominierten.
Roberts gewann auf seiner schwarz-gelb-weißen Yamaha (diese Farben waren das Markenzeichen von Yamaha-USA, bereits Roberts’ Dirt-Track-Maschinen hatten diese Lackierung) auf Anhieb im Jahre 1978 die Weltmeisterschaft und wurde nebenbei noch Gesamtvierter in der 250-cm³-Klasse. Den Titel in der 500-cm³-Klasse, der Königsklasse, konnte er in den beiden folgenden Jahren verteidigen.
Dieser Erfolg, der von der europäischen Rennszene nicht erwartet worden war, trug ihm dann den Spitznamen King Kenny ein, das Großmaul war vergessen. Ein weiterer Spitzname, von der europäischen Fachpresse verliehen, lautete Gelber Zwerg, wegen Roberts’ geringer Körpergröße und seinem gelben Lederanzug.
Nach dem Abschluss der Saison 1983, die Roberts als Vizemeister beendete, kehrte er dem aktiven Rennsport den Rücken.

## Karriere als Teamchef
In der Saison 1984 tauchte er als Teamleiter eines Rennstalles – immer mit Motorrädern des Fabrikats Yamaha – wieder auf. Später gründete Roberts ein eigenes Rennteam sowie eine Rennfahrerschule in der Nähe von Barcelona, Spanien.
Nach der Saison 1996 kam es zum Bruch mit Yamaha. Roberts ließ daraufhin eine eigene Dreizylinder-Maschine, genannt Modenas KR-3, für den Einsatz in seinem Team, der GP Motorsports UK Corporation entwickeln. Später wurde der größte Autobauer Malaysias, Proton, Roberts’ Partner und das Team startete unter der Bezeichnung Proton KR. Die Eigenentwicklungen erwiesen sich jedoch spätestens seit der Einführung der MotoGP-Klasse im Jahr 2002 als nicht konkurrenzfähig, Kenny Roberts sagte einmal sinngemäß: „Unser Motor ist gut, wenn Sie einen Bootsanker brauchen.“ In den Jahren 2004 und 2005 pilotierte Sohn Kurtis eine dieser Maschinen, war jedoch oft von technischen Defekten geplagt.
In der Saison 2006 setzte das Team Roberts Honda-Kundenmotoren ein und konstruierte nur noch die Fahrwerke selbst. Pilotiert wurde die Maschine von Roberts’ Sohn Kenny jr. Bereits im ersten Jahr fuhr dieser zwei Podestplätze ein, erreichte WM-Rang sechs und schlug damit die Werksfahrer von Suzuki und Kawasaki.
In der Saison 2007 setzte das Team weiterhin Honda-Motoren ein, konnte aber bei weitem nicht an die Erfolge des Vorjahres anknüpfen und fuhr meist nur dem Feld hinterher. Kenny Roberts ließ daraufhin eine Option auf Honda-Motoren für die Saison 2008 verstreichen und ist seitdem in der MotoGP-Klasse nicht mehr vertreten.
Neben den beiden Söhnen hat Roberts noch eine Tochter.

## Statistik

### Erfolge
- 1971 – AMA Rookie of the Year Award
- 1973 – Sieger der AMA Grand National Championship auf Yamaha
- 1974 – Sieger der AMA Grand National Championship auf Yamaha
- 1974 – 2. Platz beim 200-Meilen-Rennen von Imola auf Yamaha
- 1977 – Sieger des 200-Meilen-Rennens von Imola auf Yamaha
- 1978 – Sieger des Daytona 200
- 1978 – 500-cm³-Weltmeister auf Yamaha
- 1978 – Formel-750-Vize-Weltmeister auf Yamaha
- 1979 – 500-cm³-Weltmeister auf Yamaha
- 1979 – Sieger des Mallory Park Race of the Year auf Yamaha
- 1980 – 3. Platz beim 200-Meilen-Rennen von Imola auf Yamaha
- 1980 – 500-cm³-Weltmeister auf Yamaha
- 1981 – 2. Platz beim 200-Meilen-Rennen von Imola auf Yamaha
- 1981 – 500-cm³-WM-Dritter auf Yamaha
- 1983 – Sieger des 200-Meilen-Rennens von Imola und des Daytona-200-Rennens auf Yamaha
- 1983 – 500-cm³-Vize-Weltmeister auf Yamaha
- 1984 – Sieger des 200-Meilen-Rennen von Imola und des Daytona-200-Rennens auf Yamaha
- 24 Grand-Prix-Siege

### Ehrungen
- 1990 – Aufnahme in die Motorsports Hall of Fame of America
- 1992 – Aufnahme in die International Motorsports Hall of Fame
- 1998 – Aufnahme in die Motorcycle Hall of Fame
- 2000 – Aufnahme in die MotoGP Hall of Fame

## Verweise